# Rinascimento veneto

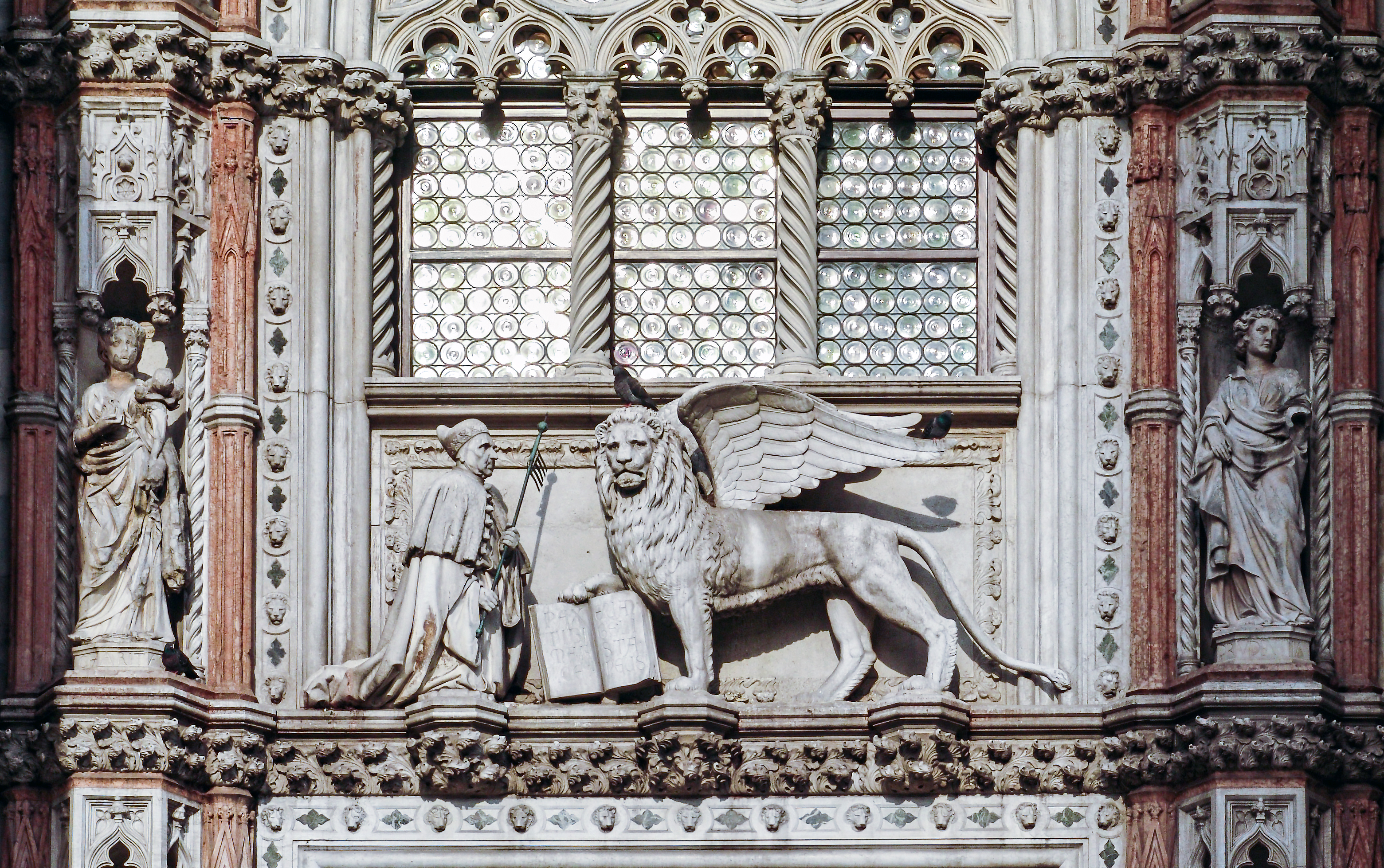
Palazzo Ducale, Porta della Carta

Il Rinascimento veneto fu una delle declinazioni fondamentali del Rinascimento italiano. L'arte rinascimentale arrivò in Veneto tramite il soggiorno a Padova di Donatello, dal 1443 al 1453, diffondendosi poi anche in pittura tramite Squarcione e i suoi allievi. Poco tempo dopo il nuovo stile si diffuse anche a Venezia (tradizionalmente legata alla cultura tardogotica) successivamente a Giovanni Bellini: dopo di quale l'arte veneziana viene rivoluzionata da Giorgione e - all'inizio del Cinquecento - da Tiziano. Quest'epoca si conclude con Veronese e Tintoretto, l'ultimo morendo nell'anno 1594, che marcarono il passaggio verso manierismo.

## Contesto storico
Dopo la crisi economica del XIV secolo le famiglie veneziane avevano iniziato a cautelarsi cercando forme di entrata più sicure del commercio, come i terreni edificabili, per questo la Repubblica di Venezia cominciò un'espansione verso l'entroterra. Inizialmente vennero prese le terre verso l'arco alpino e le pianure tra Adige e Po, fino a venire a confinare con i Visconti, con i quali ebbero ripetuti scontri. Nei mari invece la nemica principale restava la Repubblica di Genova, contro la quale furono combattute 4 guerre.
Il resto della regione era punteggiato da città con un retaggio di notevole sviluppo culturale, dominate da signorie locali che gradualmente vennero assoggettate dalle potenze principali di Venezia e Milano. Nel 1405 Venezia possedeva già Verona, Padova e quasi tutto il Veneto.
Agli esordi del XV secolo il Veneto era una delle regioni italiane dove era più vitale lo stile gotico internazionale, che a Venezia si innestava anche con la cultura bizantina. I ripetuti soggiorni di artisti come Gentile da Fabriano, Pisanello e Michelino da Besozzo testimoniano la vitalità di questo stile.
Tuttavia già dagli anni Trenta le città venete, in particolare Venezia e Padova, inaugurarono una serie di scambi con Firenze e la Toscana, che portarono precocemente alcune novità dell'arte rinascimentale tramite il soggiorno di importanti artisti quali Andrea del Castagno, Paolo Uccello e Filippo Lippi. L'umanesimo padovano dopotutto, fiorito attorno alla sua Università, aveva una lunga tradizione avviata dal soggiorno di Francesco Petrarca, con un ambiente ricco di eruditi e antiquari che cercavano di ricostruire il mondo classico tramite lo studio dei reperti antichi.
Dopo che Donatello soggiornò a Padova tra il 1443 e 1453, le novità del rinascimento sono trasmesse a tutto il Veneto.
Nel XVI secolo Venezia era al culmine della sua potenza economica: centro dei traffici e dei commerci di tutta Europa, luogo d'incontro tra Cristianità, Levante e Oriente. Fino a quando le rotte commerciali atlantiche e la concorrenza degli armatori inglesi e olandesi nel Mediterraneo non la spodestarono, Venezia fu anche il principale punto di collegamento con il nord europeo per i commerci delle preziose merci provenienti dall'Oriente. Con le Fiandre e la Germania meridionale tra il XV ed il XVI secolo fu fitta la rete di rapporti tra i quali particolare rilevanza ebbero quelli artistici. Di rilievo sono i viaggi di Albrecht Dürer. Il suo ruolo fu duplice: agente del movimento del Rinascimento nella propria terra germanica e influenzatore in particolare dell'arte ritrattistica nel Veneto. A partire dal 1400 tale dialogo si infittì e si arricchì di interventi artistici non solo nordici, ma anche toscani. Un altro fattore che promosse il movimento artistico fu lo sviluppo della editoria a Venezia. Venezia è una città prosperosa e dal governo stabile e diviene presto un importante centro di pubblicazioni.

## Padova

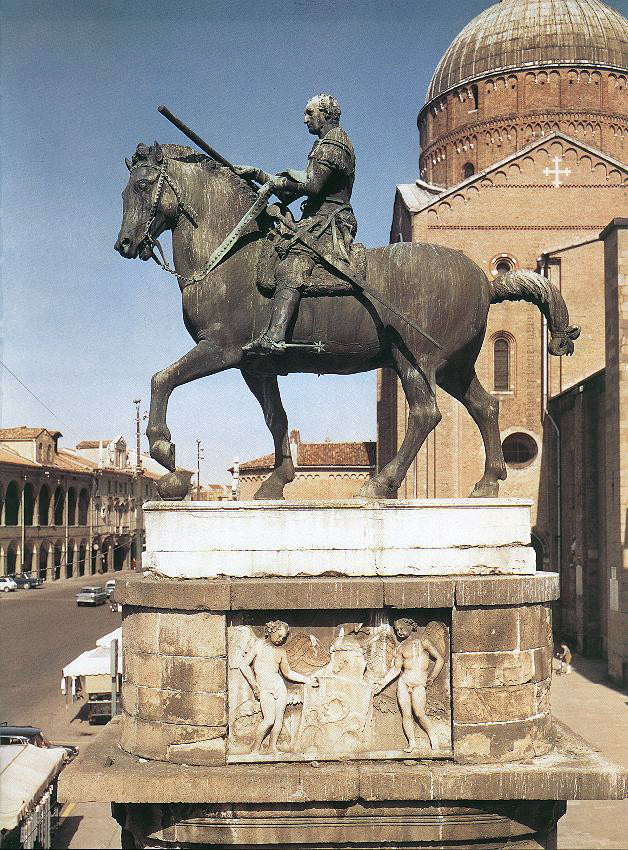
Donatello, Monumento equestre al Gattamelata (1446-1453)

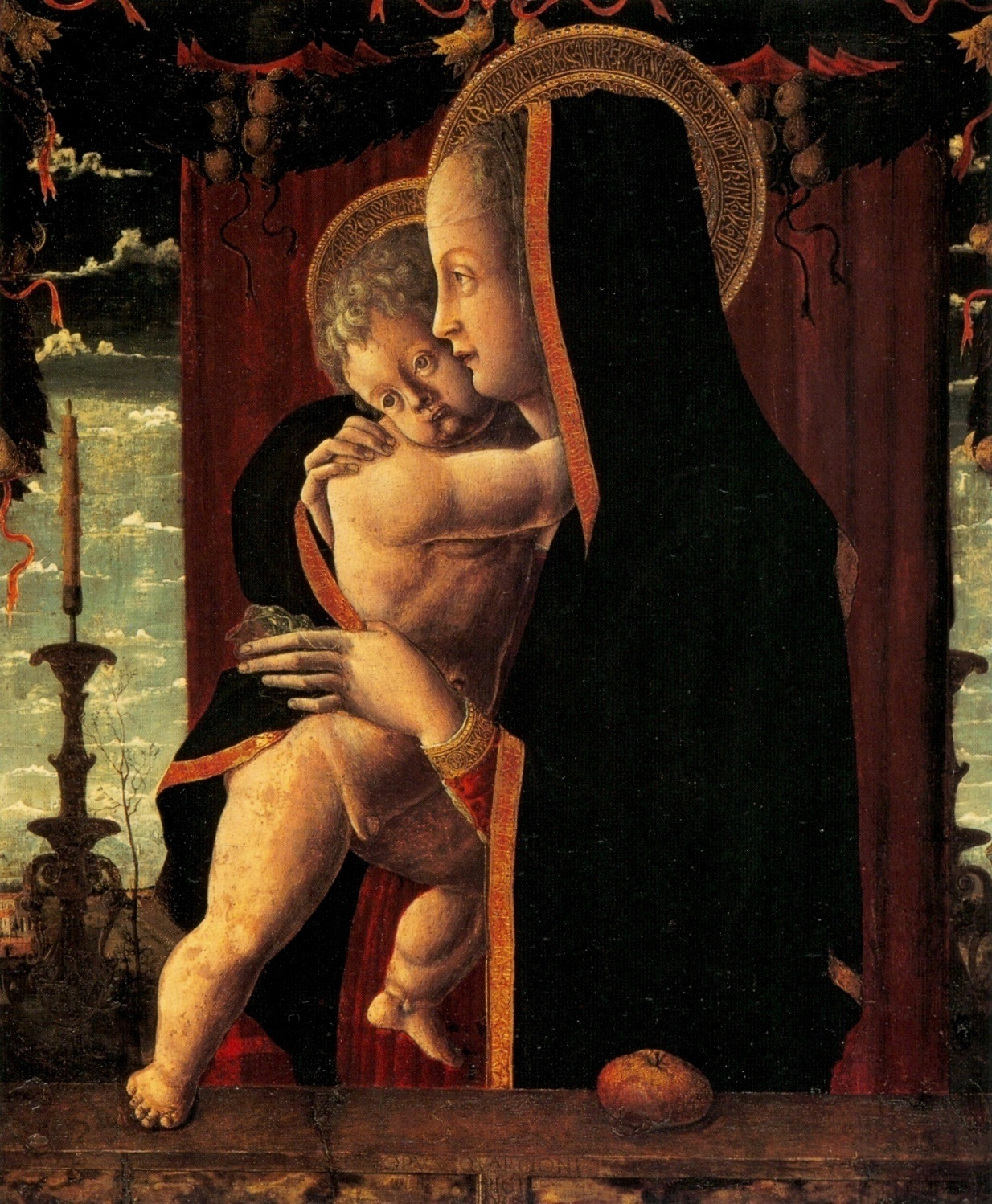
Francesco Squarcione, Madonna col Bambino (1455), Berlino, Gemäldegalerie

Il Rinascimento a Padova ebbe un inizio che viene unanimemente fatto coincidere con l'arrivo dello scultore fiorentino Donatello, dal 1443. Qui, grazie a un ambiente particolarmente predisposto e prolifico, si sviluppò una scuola artistica che, per precocità e ricchezza di spunti, fu all'origine della diffusione dell'arte rinascimentale in tutto il nord-Italia.
Secondo lo storico francese André Chastel, il Rinascimento padovano, detto "epigrafico ed archeologico", fu una delle tre componenti fondamentali del Rinascimento delle origini, assieme a quello fiorentino, "filologico e filosofico", e quello urbinate, detto "matematico".
La lezione di Donatello, come era avvenuto a Firenze, ebbe in scultura seguaci solo parziali, e fece da modello invece soprattutto per i pittori, specialmente riguardo all'enfasi prospettica e alla linea intesa quale elemento generatore della forma. Ciò avvenne sostanzialmente nella bottega di Francesco Squarcione, un artista/impresario che accoglieva artisti della provenienza più varia, trasmettendo loro i segreti del mestiere e la passione antiquaria.
Dal suo insegnamento ciascun allievo sortì esiti diversi, talvolta opposti, dal severo classicismo di Mantegna, alle esasperazioni fantastiche dei cosiddetti "squarcioneschi", quali Marco Zoppo, Carlo Crivelli e lo Schiavone (Giorgio Çulinoviç). In seguito, quando in città e nel Veneto in generale, si fecero più forti le influenze della maniera naturalistica veneziana, lo stile esasperato degli squarcioneschi risultò superato, ed essi si spostarono in centri più periferici, lungo le coste del mar Adriatico, dando origine a una peculiare cultura pittorica "adriatica", con esponenti dalle Marche alla Dalmazia.
Moltissimi maestri ebbero un'esperienza giovanile a Padova: tra i più importanti, oltre a Mantegna, pittore dei Gonzaga a Mantova, ci furono Cosmè Tura, padre della scuola ferrarese, Vincenzo Foppa, caposcuola a Milano, Carlo Crivelli, principale esponente della pittura nelle Marche del secondo Quattrocento, Michael Pacher, protagonista della pittura nella regione alpina fino alla val Pusteria.

## Venezia

### Pittura

#### Gli inizi
La data di nascita della Pittura Veneta viene considerata nel XIV secolo. Il primo esponente del Trecento veneto è Paolo Veneziano (circa 1310-1360). Nella prima metà del Quattrocento l'arte veneta ondeggiava tra il Gotico internazionale in Italia e gli ultimi influssi bizantini, mentre le novità rinascimentali che Firenze andava proponendo stentavano a prendere piede. Curiosamente ci furono dei "profughi" stilistici proprio da Firenze che non riuscivano ad aggiornare la propria arte al Rinascimento, per cui si rifugiarono a praticare ancora il Gotico Internazionale (l'ultimo in Italia), nelle regioni meno aggiornate, tra cui il Veneto perché i committenti ritenevano fondamentale sottolineare lo sfarzo ed il lusso fissato dai contratti sotto cui dovevano sottostare gli artisti.
Anche se in ritardo il Rinascimento lentamente arrivò anche in Veneto con l'opera di Andrea Mantegna da Padova con la Pala di San Zeno, che gettò le fondamenta del Rinascimento veronese, e gli interventi di artisti toscani quali Paolo Uccello (rinascimentale negli spazi ma non nei soggetti ancora gotico-cortesi, accettabili dalla committenza fedele al gotico) e Andrea del Castagno, che crearono i presupposti per la nascita della grande pittura veneta. In questo contesto emersero le figure della famiglia Bellini, soprattutto di Giovanni Bellini, il più importante pittore veneziano della sua generazione, e di Vittore Carpaccio e il loro apporto unico nello sviluppo della tecnica del colore derivato dal realismo della scuola nord europea (in particolare Bellini) e la lenta affermazione della pittura ad olio in sostituzione della opaca tempera, con un maggior effetto di trasparenza fotografica della superficie decisamente più resistente all'umidità della Laguna veneta, con i supporti si passò dalla tavola alla tela decisamente più economica e resistente all'umidità che permise sempre di più di occupare maggiori spazi piani, dando maggiori possibilità per realizzare la prospettiva, il "marchio" inimitabile del pittore rinascimentale italiano.
Esponenti del Gotico internazionale (precedente il Rinascimento)
- Gentile da Fabriano (1360-1427)
- Antonio Pisano, Il Pisanello (1397-1455)

Esponenti del Primo Rinascimento
- Jacopo Bellini (1400-1470)
- Antonello da Messina (1430-1479)
- Andrea Mantegna (1431-1506)
- Gentile Bellini (1429-1517)
- Giovanni Bellini (1433-1516)
- Alvise Vivarini (1445-1505)
- Cima da Conegliano (1459/1460–1517/1518)
- Vittore Carpaccio (1460-1525)

#### Maturità
Caratteristico è il perfezionamento della tecnica della pittura ad olio, sviluppata dai artisti fiamminghi, che permette una gamma di sfumature di colore molto vasta. Altro aspetto importante è l'attenzione al paesaggio ed al naturalismo in genere. In Venezia è attivo il Giorgione (che Giorgio Vasari colloca come allievo di Giovani Bellini), che affascina con il suo colore e i suoi paesaggi (La tempesta) armoniosi. Tra tutti, l'artista più noto e richiesto del periodo è Tiziano Vecellio, indubbiamente l'artefice del successo internazionale della pittura veneta, per la sua eccellenza artistica, divenendo il ritrattista e pittore prediletto di imperatori e signori vari, importante il tema del paesaggio che gradatamente prenderà nei secoli seguenti il sopravvento.
Esponenti di questo periodo
- Giorgione (1477-1510)
- Girolamo dai Libri (1474-1555)
- Sebastiano del Piombo (1485-1547)
- Tiziano Vecellio (1488-1576)
- Lorenzo Lotto (1480-1556)
- Jacopo Palma il Vecchio (1480-1528)
- Paris Bordone (1500-1571)
- Bonifacio de' Pitati (1487-1553)
- Il Pordenone (1484-1539)

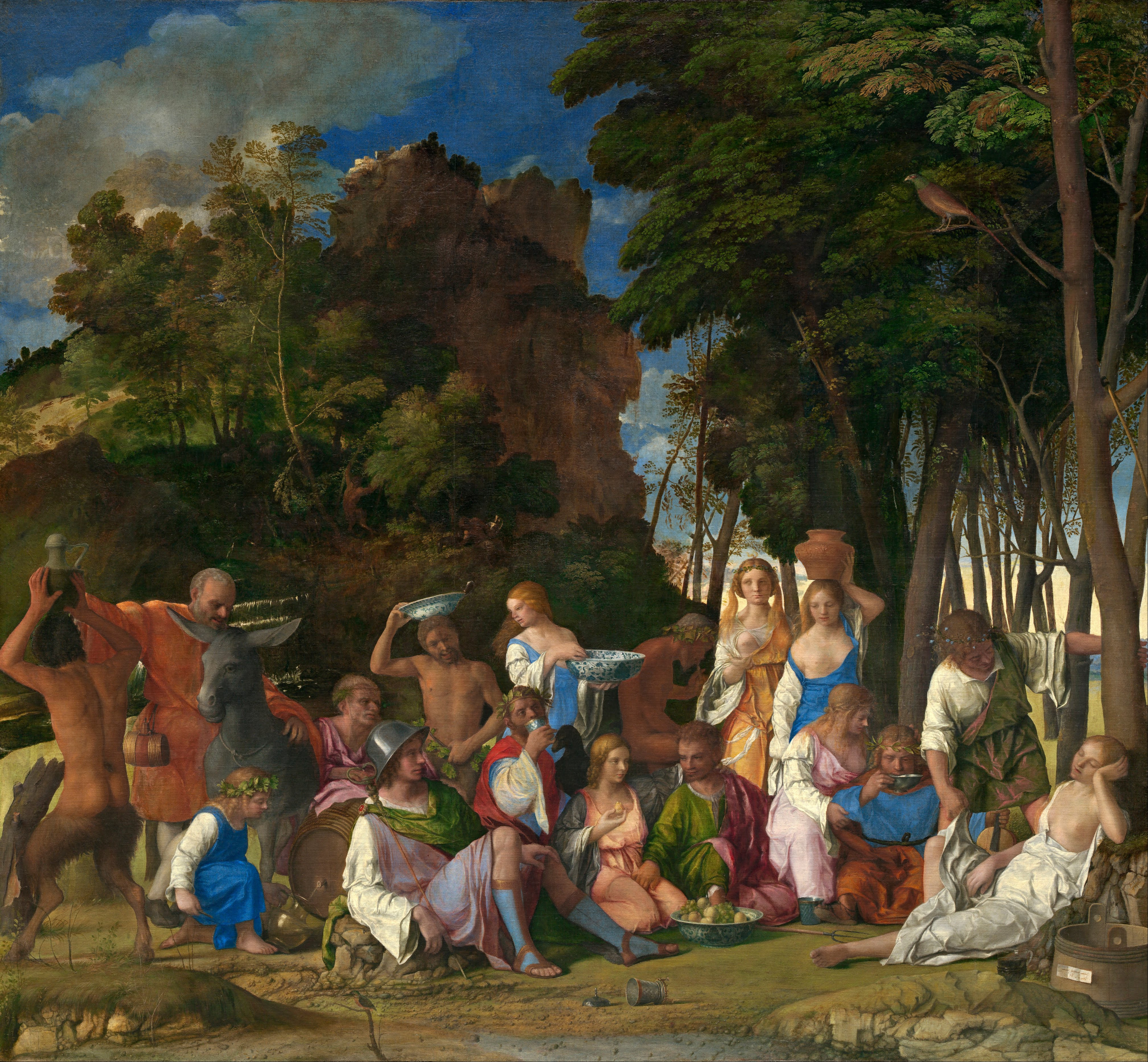
Giovanni Bellini: Il festino degli dei
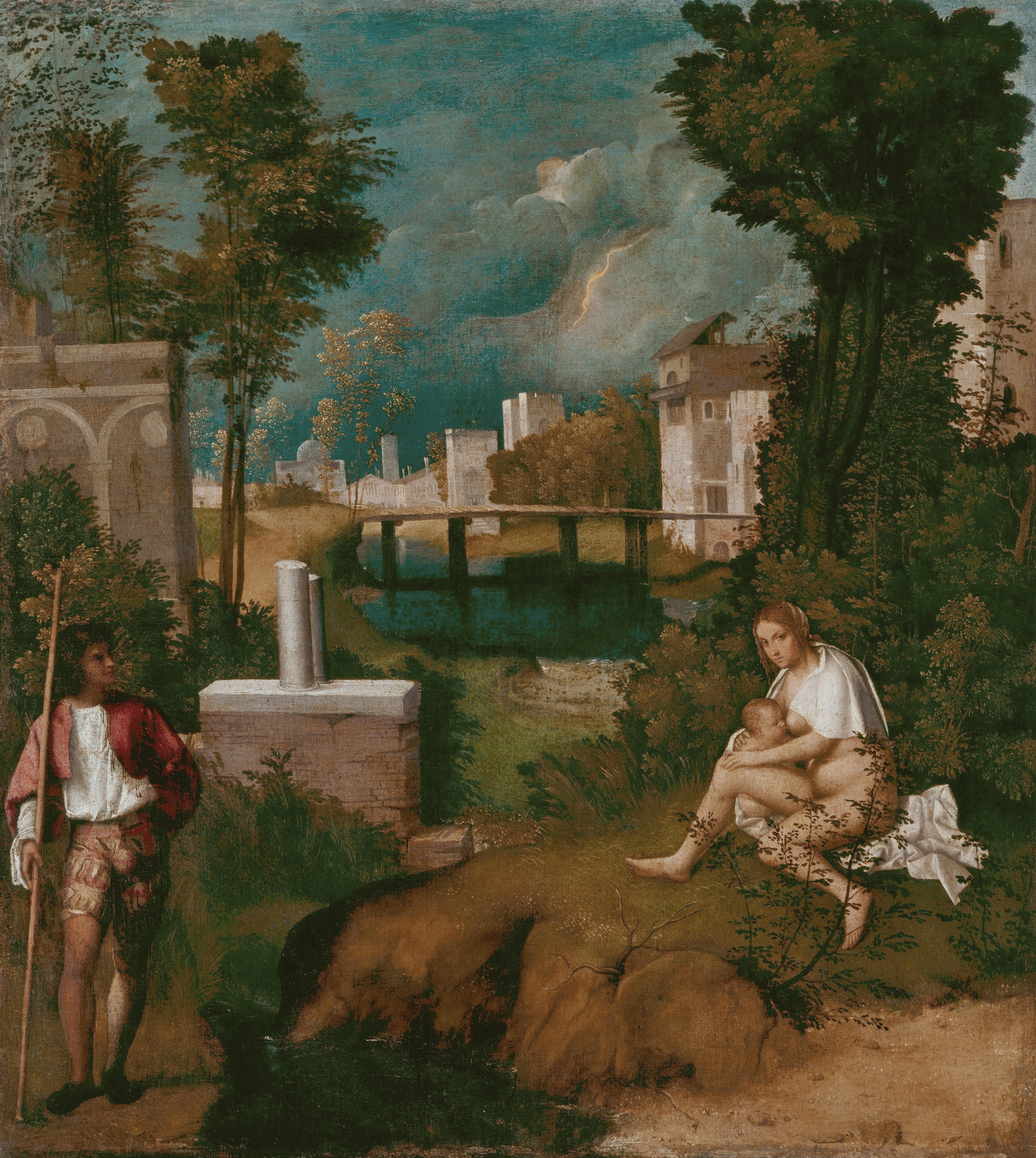
Giorgione: La tempesta
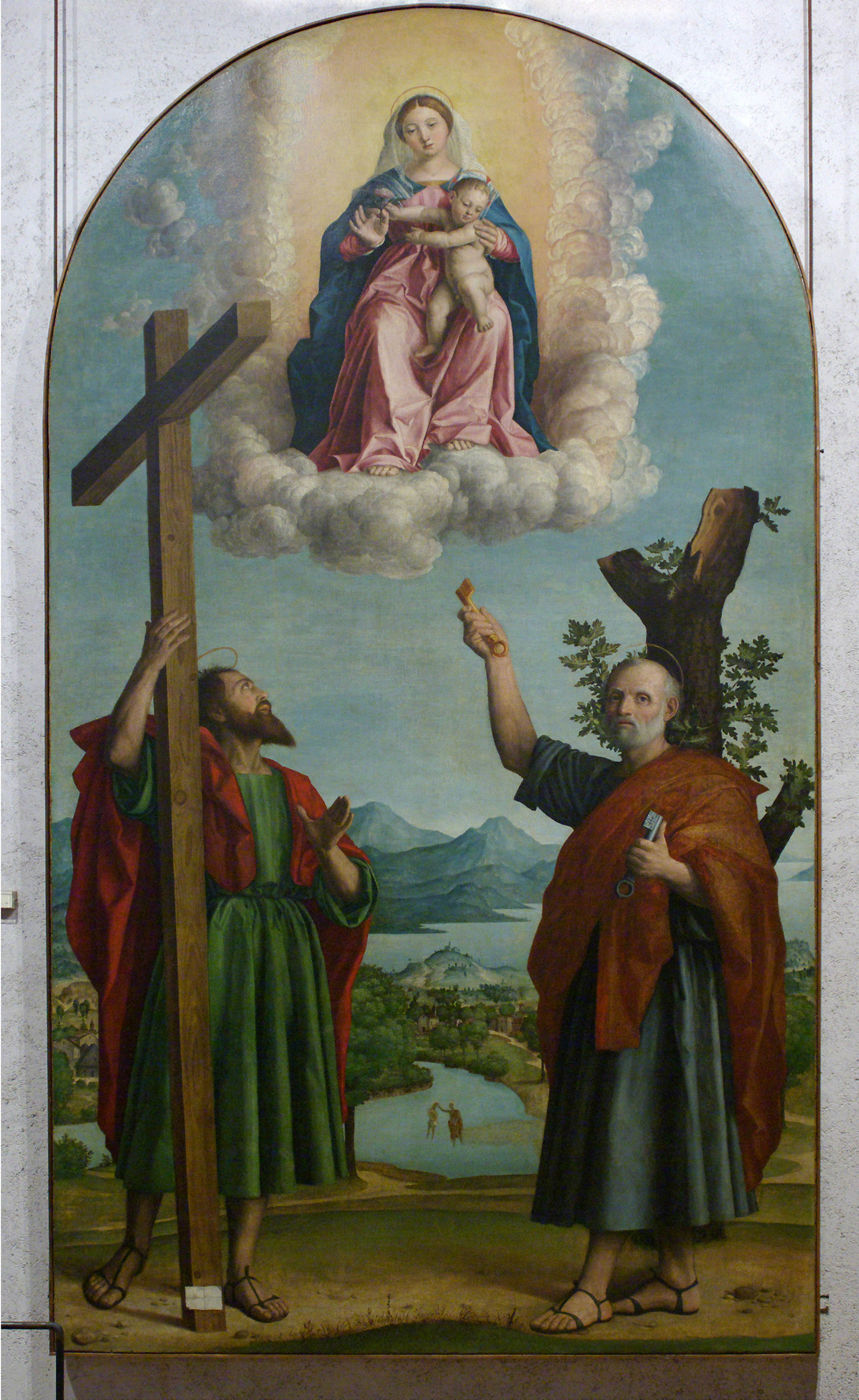
Girolamo dai Libri Madonna della quercia
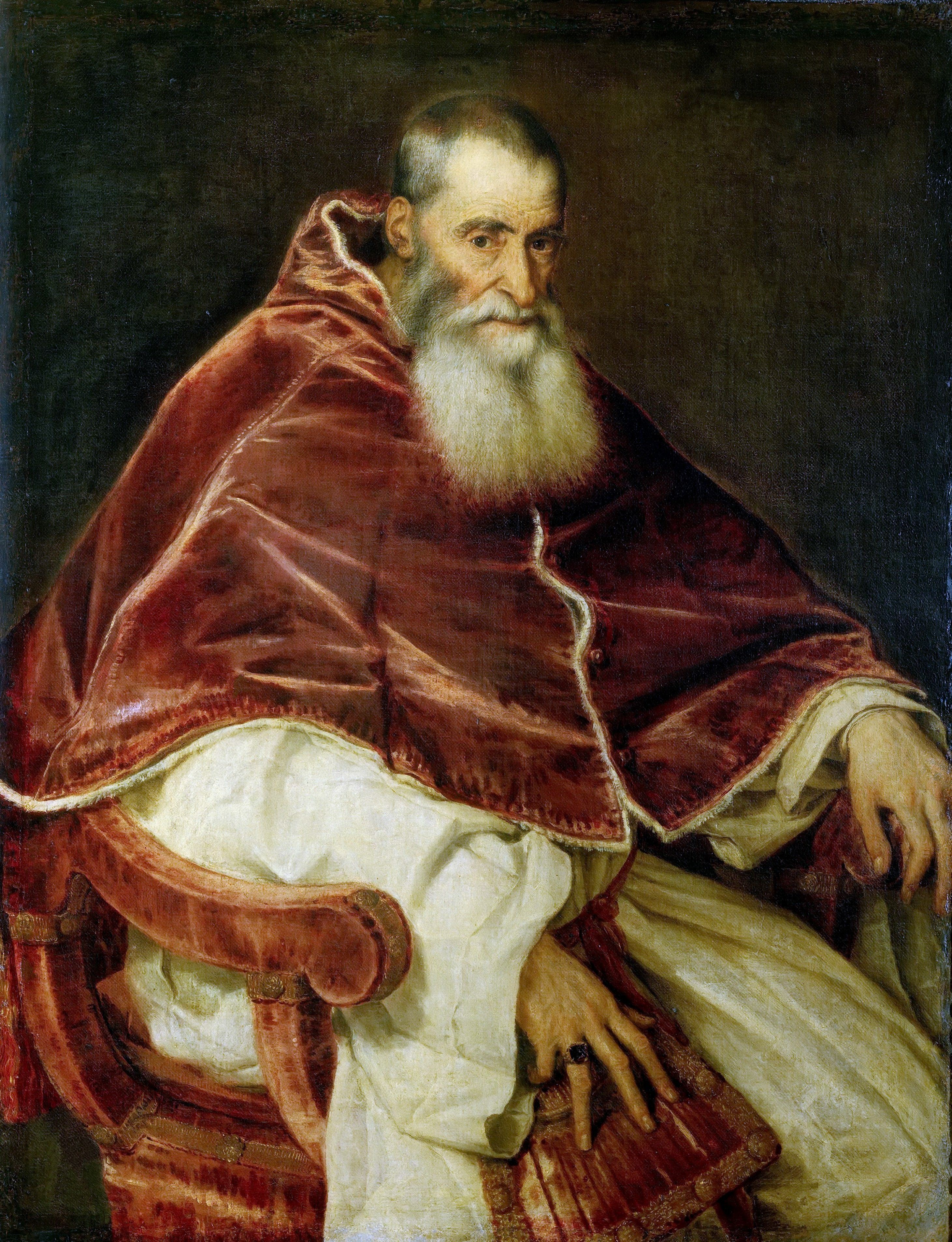
Tiziano Vecellio: Ritratto di Paolo III
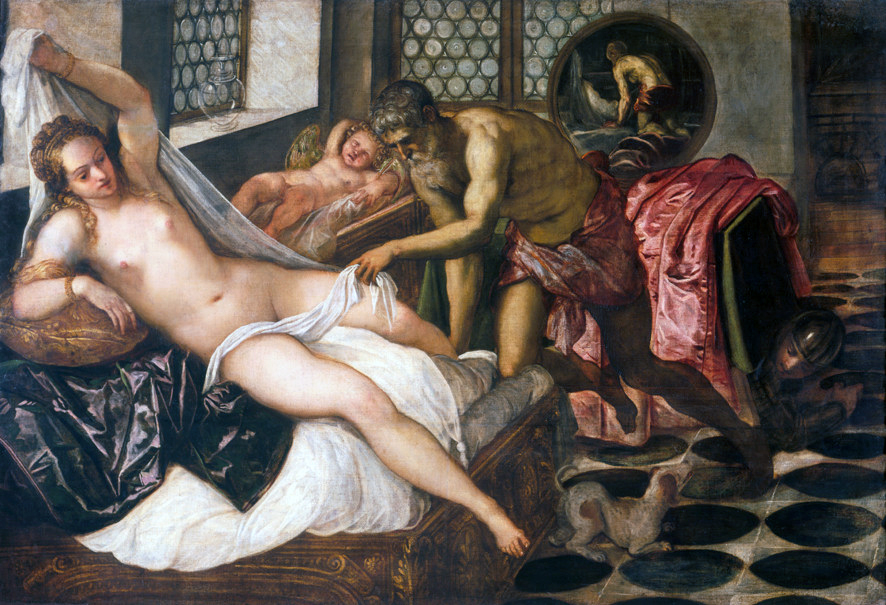
Tintoretto: Venere sorpresa da Vulcano

#### Passaggio verso il Manierismo
Il XVI secolo vide aprirsi il palcoscenico internazionale per la scuola veneta. Sarà ora essa ad influenzare i movimenti dei paesi del nord, che inizialmente ne avevano determinato la nascita. Artisti come
- Tintoretto (1518-1594)
- Paolo Veronese (1528-1588)
- Jacopo Bassano (1515-1592)

divennero un modello di ispirazione nella scuola pittorica europea di allora.

### Architettura e scultura

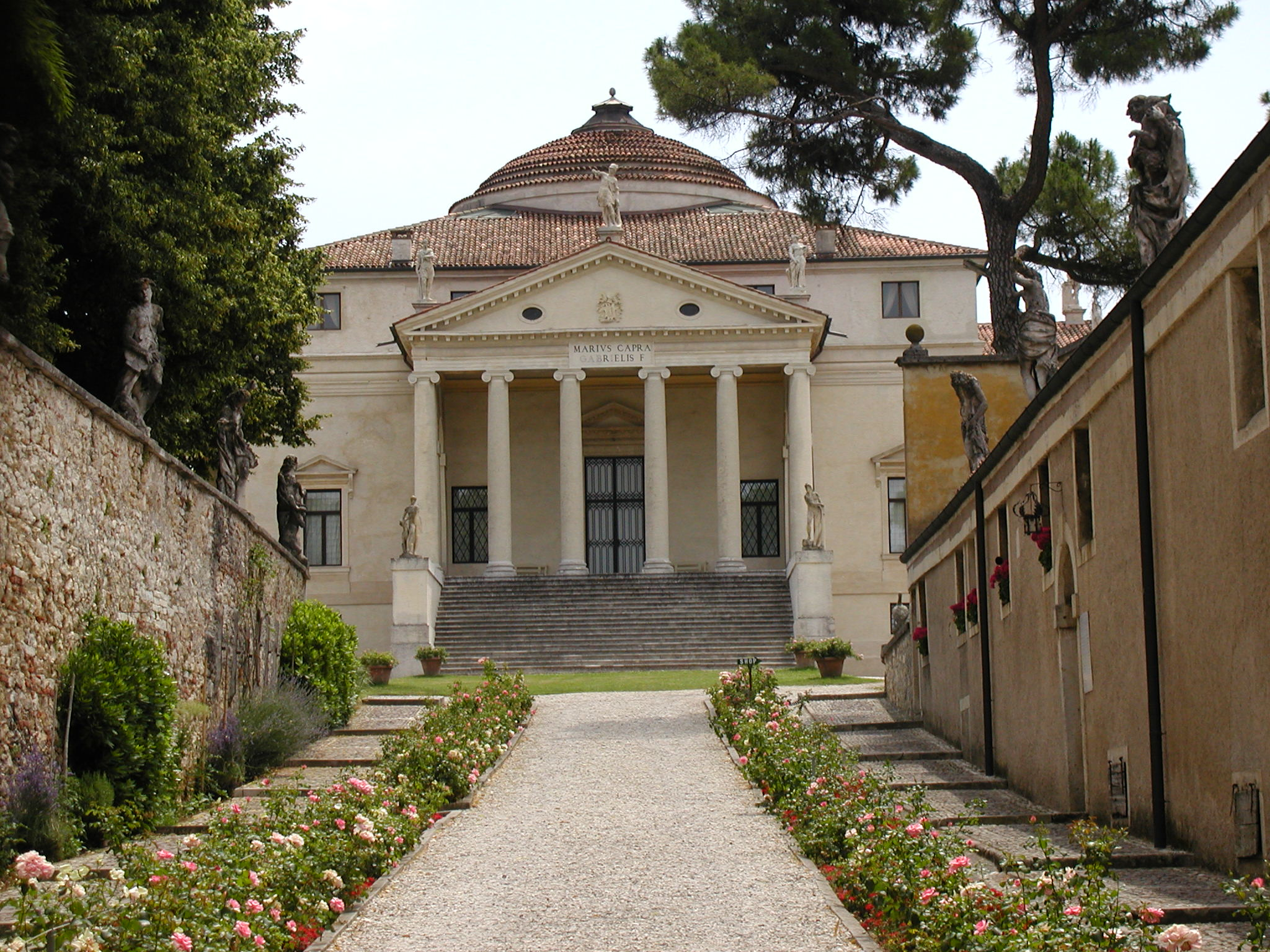
Andrea Palladio, Villa Almerico Capra, detta "La Rotonda"

Fu Mauro Codussi (o Coducci) (Val Brembana 1440-Venezia 1504) architetto e lapicida italiano attivo a Venezia, tra i primi ad affermare nell'ambiente tardogotico i valori della nuova visione plastico-spaziale dell'architettura toscana. Tale operazione, già evidente in S. Michele in Isola (ca. 1468-79), è completamente sviluppata nell'interno di S. Maria Formosa (iniziata nel 1492), tutta scandita su un giuoco di semplici volumi geometrici. Le ultime opere sono caratterizzate da una maggiore integrazione di valori spaziali e disegnativi (facciata e completamento dell'interno della chiesa di S. Zaccaria, dal 1483 al 1500 ca., chiesa di S. Giovanni Crisostomo, 1497-1504; Torre dell'Orologio in piazza San Marco, 1496; scalone della Scuola grande di S. Giovanni Evangelista, 1498). Molto importanti anche i palazzi (Corner-Spinelli, Loredan, Vendramin-Calergi, ecc.), in cui creò i prototipi delle facciate veneziane rinascimentali. Per quasi 400 anni il nome di Codussi rimase sconosciuto e fu riscoperto solo a fine '8oo. La sua architettura viene recentemente definita come rinascimentale adriatica veneziana. I riferimenti con Sebenico e all'architetto Orsini della chiesa di San Giacomo sono evidenti. Successivamente si verificò una tendenza simile grazie ad Andrea Palladio, che sarà modello di ispirazione per molto tempo nella costruzione di edifici in tutto il nord.
- Giovanni Bono (1360-1443)
- Bartolomeo Bono, Il Vecchio (1400-1464)
- Antonio Rizzo (1430-1499)
- Cristoforo Solari, Il Gobbo (1460-1527)
- Pietro Lombardo (1435-1515)
- Andrea del Verrocchio (1432-1488)
- Mauro Codussi (o Coducci) (1440-1504)
- Alessandro Leopardi (1450-1523)
- Jacopo Sansovino (1486-1570)
- Andrea Palladio (1508-1580)
- Vincenzo Scamozzi (1552-1616)

Gli influssi dell'architettura del Palladio, grazie anche alla diffusione del suoi Quattro Libri dell'Architettura, furono fondamentali nel XIX secolo per lo sviluppo dell'architettura neoclassica in Inghilterra e dell'American Renaissance nel Nord America.

### Letteratura
- Ermolao Barbaro Il Giovane (1453-1493)
- Aldo Manuzio (1449-1515), Rudimenta grammaticae linguae Latinae (1502)

fondatore dell'"Accademia Aldina" (Aldi Neacademia, 1502)
- Alberto Pio (1475-1531)
- Marcantonio Coccio Il Sabelico (1436-1506), Decade
- Andrea Navagero (1483-1529)
- Marin Sanudo (1466-1535), Itinerario per la terraferma veneta, Vite dei Dogi, I Diarii
- Pietro Bembo (1470-1547), Della volgar lingua, Gli Asolani, Priapus etc.
- Pietro Aretino (1492-1556), Pasquinate, La Cortigiana, L'Ipocrito, L'Orazia, Lettere

### Musica
Le composizioni policorali veneziane del XVI secolo furono il più importante fenomeno musicale in Europa. Lo stile policorale si sviluppò nello stile antifonale in cui gruppi di cantori, accompagnati da strumenti musicali, cantavano in alcuni momenti in opposizione ed in altri all'unisono. Il primo compositore a rendere famoso questo effetto fu Adrian Willaert. Negli anni dal 1560 al 1570 vi si svilupparono due correnti musicali: una progressista capeggiata da Baldassare Donato ed una conservatrice con a capo Gioseffo Zarlino. Il massimo dello sviluppo venne raggiunto nel decennio 1580-1590 con Andrea e Giovanni Gabrieli. Anche gli organisti partecipano a questa musica con Claudio Merulo e Girolamo Diruta.
Esponenti della Scuola veneziana di musica:
- Adrian Willaert (1490-1562)
- Baldassare Donato (1525-1603)
- Gioseffo Zarlino (1517-1590)
- Claudio Merulo (1533-1604)
- Giovanni Croce (1577-1609)
- Andrea Gabrieli (1510-1586)
- Giovanni Gabrieli (1555-1612)
- Giulio Cesare Martinengo (1561-1613)
- Claudio Monteverdi (1567-1643)